# دينت فافري
دينت فافري (بالإنجليزية: Dent Favre)‏ هو أحد جبال سلسلة جبال الألب البرنية ويقع في كانتون فاليز/كانتون فود في سويسرا. يحتل المرتبة رقم 242 في قائمة جبال سويسرا من حيث الارتفاع، إذ يبلغ ارتفاعه حوالي 2917 متر، بينما يبلغ ارتفاع نتوء الجبل 315 متر.